# Antonio Staglianò

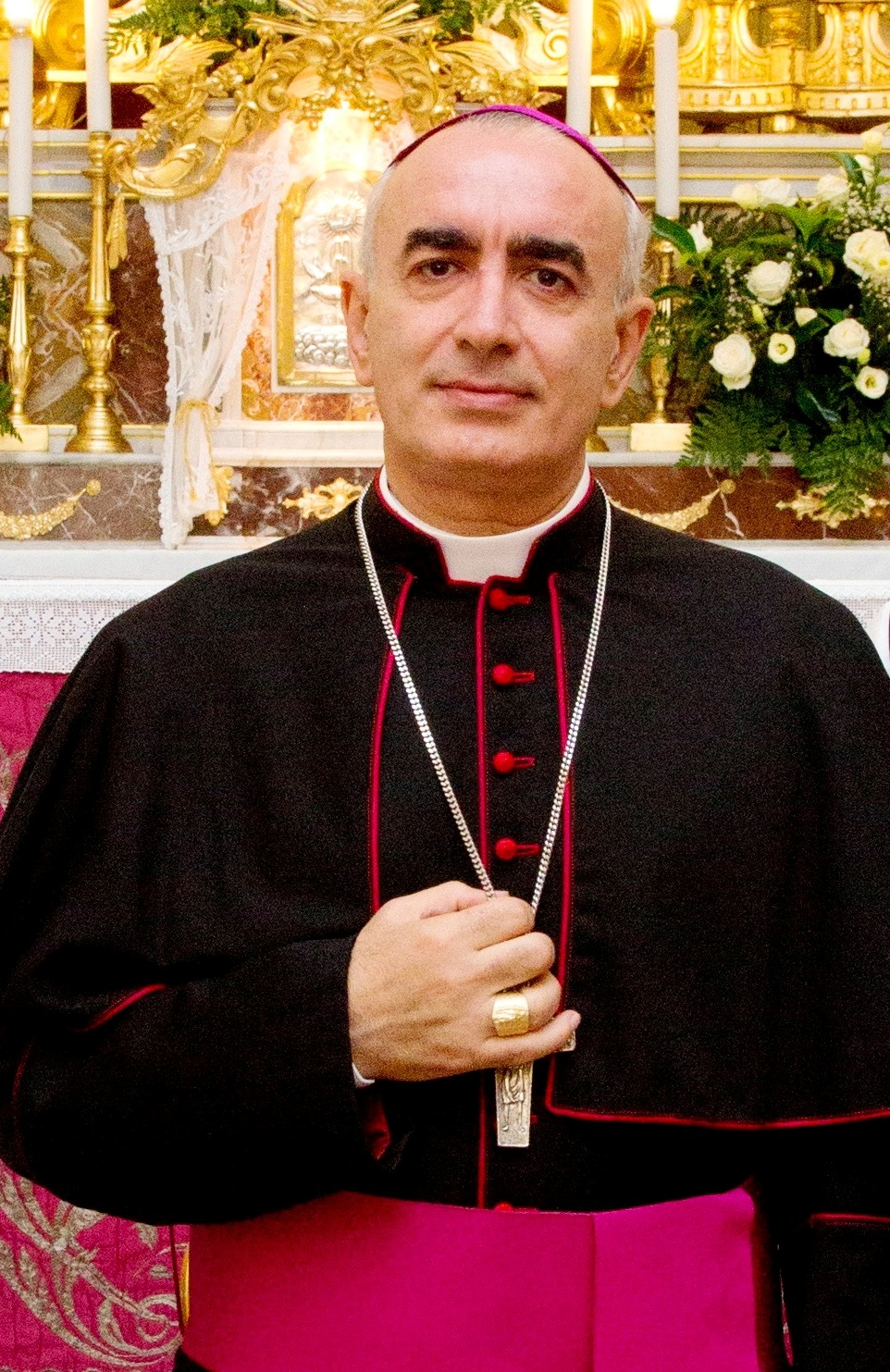
Antonio Staglianò (29. September 2013)

Wappen von Antonio Staglianò als Bischof von Noto

Antonio Staglianò (* 14. Juni 1959 in Isola di Capo Rizzuto, Provinz Crotone, Italien) ist ein italienischer römisch-katholischer Geistlicher, ehemaliger Bischof von Noto und Präsident der Päpstlichen Akademie für Theologie.

## Leben
Nach dem Abitur am staatlichen Lyzeum in Reggio Calabria 1977, studierte Antonio Staglianò an den Priesterseminaren von Saronno und Venegono Inferiore Katholische Theologie und Philosophie und schloss dieses Studium 1982 an der Theologischen Fakultät von Norditalien in Mailand mit dem Bachelor in Theologie ab. Anschließend trat er in das Päpstliche Lombardische Priesterseminar in Rom ein und absolvierte an der Päpstlichen Universität Gregoriana ein Aufbaustudium in Fundamentaltheologie, in dem er 1984 das Lizenziat der Theologie erwarb und 1986 zum Dr. theol. promoviert wurde.
Am 20. Oktober 1984 empfing Antonio Staglianò durch den Erzbischof von Santa Severina und Bischof von Crotone, Giuseppe Agostino, das Sakrament der Priesterweihe für das Bistum Crotone. Nach Abschluss seiner Promotion war er in Crotone in der Seelsorge tätig und wirkte von 1986 bis 1990 als Pfarrvikar in der Pfarrei San Dionigi und von 1990 bis 1992 als Pfarrvikar in der Pfarrei Santa Rita. Daneben war er Mitglied im Rat der Italienischen Theologischen Gesellschaft (Associazione teologica italiana).
1994 wurde er Mitglied im Priesterrat der Erzdiözese, Domkapitular, Bischofsvikar für die Kultur und Rektor des diözesanen Kulturbüros. Weiterhin gab er von 1994 bis 2002 verschiedentlich Lehrveranstaltungen zu Themen der Fundamentaltheologie an der Päpstlichen Universität Gregoriana und war von 1990 bis 2005 auch Dozent für Fundamentaltheologie am Institut für Religionswissenschaft (Istituto di Scienze Religiose all’Apollinare) der Päpstlichen Universität vom Heiligen Kreuz. 1995 promovierte er darüber hinaus an der Universität Kalabrien zum Dr. phil. und wurde 1997 von der Italienischen Bischofskonferenz zum theologischer Berater für Kulturfragen berufen. 1999 wurde Staglianò Pfarrer in Le Castella.
2002 wurde er Direktor des Theologischen Instituts Kalabrien (Istituto Teologico Calabro) und Professor für Christologie, Trinitätstheologie und Pastoraltheologie.
Für die XI. ordentlichen Generalversammlung der Bischofssynode vom 2. bis 23. Oktober 2005 ernannte ihn Papst Benedikt XVI. zum Adiutor Secretarii specialis (Gehilfe des Synodensekretärs).
Am 22. Januar 2009 ernannte ihn Benedikt XVI. zum Bischof von Noto. Die Bischofsweihe spendete ihm der emeritierte Kardinalvikar Camillo Ruini am 19. März desselben Jahres. Mitkonsekratoren waren der Erzbischof von Crotone-Santa Severina, Domenico Graziani, sein Amtsvorgänger als Bischof von Noto, Mariano Crociata, der Erzbischof von Palermo, Paolo Romeo und der Erzbischof von Reggio Calabria-Bova, Vittorio Luigi Mondello. Die Amtseinführung im Bistum Noto fand am 31. März 2009 statt.
2010 erfolgte die Verleihung der Ehrenbürgerschaft der Stadt Chiaravalle Centrale in Kalabrien.
Papst Franziskus ernannte ihn am 6. August 2022 zum Präsidenten der Päpstlichen Akademie für Theologie. Das Bistum Noto verwaltete er noch bis zum Amtsantritt seines Nachfolgers am 18. März 2023 als Apostolischer Administrator.